# Дарбишгаджиев, Саид-Ахмед Сулейманович
Саид-Ахмед Сулейманович Дарбишгаджиев (род. 16 января 1958, Мехельта, Гумбетовский район, Дагестанская АССР, РСФСР, СССР) — муфтий, председатель Духовного управления мусульман Дагестана с 1992 по 1993 годы.

## Биография
Саид-Ахмед Дарбишгаджиев родился 16 января 1958 в селении Мехельта Гумбетовского района в семье мусульманского алима Сулеймана. По национальности — аварец. Вся семья Саид-Ахмада была религиозной. Он окончил светскую школу в родном селе, изучал арабский язык и Коран. Его отец преследовался гонениям со стороны коммунистических властей, в результате притеснения семья Саид-Ахмада вынуждена была переселиться в Эндирей Хасавюртовского района, где большинство населения кумыки. КГБ пытался его отправить на учебу в мусульманские центры, однако Дарбишгаджиев отказался и продолжал самостоятельно совершенствовать свои знания, обучаясь у разных алимов Дагестана. С началом перестройки он взялся за работу по созданию исламского университета. В селе Комсомольском Кизилюртовского района благодаря его усилиям было открыто медресе, которое позднее превратилось в исламский университет. В феврале 1992 года группа аварских религиозных активистов сместила с поста муфтия Багаутдина Исаева, который тогда находился в хадже. 29 февраля 1992 года новый Совет алимов избрал Саид-Ахмада муфтием Духовного управления мусульман Дагестана. В 1993 году муфтием Дагестана был назначен Мухаммад Дарбишев